# Lucjan Józefowicz
Lucjan Józefowicz (ur. 30 czerwca 1935 w Uniejowie, zm. 30 września 2023 w Łodzi) – polski kolarz torowy, wielokrotny mistrz kraju, uczestnik igrzysk olimpijskich w Tokio (1964), następnie trener. 

## Życiorys
Karierę sportową rozpoczął w Gwardii Łódź w 1951, następnie reprezentował barwy Broni Radom (1959-1961), Orkana Łódź (1962-1964) i Włókniarza Łódź (1965-1966). Czternastokrotnie zdobywał mistrzostwo Polski: pięciokrotnie w wyścigu indywidualnym na 4000 m na dochodzenie (1958, 1960-1963), pięciokrotnie w wyścigu drużynowym na 4000 m na dochodzenie (1958, 1960, 1961, 1965, 1966), trzykrotnie w wyścigu na 1000 m ze startu zatrzymanego (1959, 1960, 1962) i raz w wyścigu długodystansowym (1959). Ponadto był też wicemistrzem Polski na 4000 m indywidualnie (1963) i drużynowo (192, 1963, 1964) oraz brązowym medalistą w tandemach (1961 – z Janem Magierą), na 1000 m ze startu zatrzymanego (191961, 1963), 4000 m indywidualnie (1965) i drużynowo (1959). Był też rekordzistą Polski, m.in. w olimpijskich konkurencjach 1000 m ze startu zatrzymanego (1:11.2 – 09.09.1962), 4000 m na dochodzenie (dziesięciokrotnie – od 5:14.8 (12.06.1960) do 4:56.2 (16.07.1963), 4000 m na dochodzenie drużynowo (pięciokrotnie – od 4:53.3 (17.08.1958) do 4:38.7 (1966).
Nie odnosił większych sukcesów na arenie międzynarodowej. Na igrzyskach olimpijskich w Tokio odpadł w ćwierćfinale indywidualnego wyścigu na 4000 m na dochodzenie. W siedmiu startach na mistrzostwach świata, zajmował trzykrotnie 7 m. (1963, 1964, 1965) i raz 11 m. (1966) drużynowo, w wyścigu indywidualnym na 4000 m na dochodzenie w 1958 i 1961 odpadał w eliminacjach, w 1962 w ćwierćfinale, w 1963 był 6, w 1964 – 5, 1965 – 11.
Po zakończeniu kariery sportowej pracował jako trener w łódzkich klubach Włókniarz (1967–1983) i Orzeł (1983–1984), a wśród jego zawodników byli m.in. Mieczysław Nowicki i Janusz Kotliński. 
Został pochowany na katolickim cmentarzu Doły w Łodzi.  